# Paratylana picea
Paratylana picea är en insektsart som först beskrevs av Walker 1870.  Paratylana picea ingår i släktet Paratylana och familjen sköldstritar. Inga underarter finns listade i Catalogue of Life.